# Calyptommatus
Calyptommatus — рід ящірок родини гімнофтальмових (Gymnophthalmidae). Представники цього роду є ендеміками Бразилії.

## Види
Рід Calyptommatus нараховує 5 видів:
- Calyptommatus confusionibus Rodrigues, Zaher, and Curcio, 2001
- Calyptommatus frontalis Recoder, Marques-Souza, Silva-Soares, Ramiro, Castro, & Rodrigues, 2022
- Calyptommatus leiolepis Rodrigues, 1991
- Calyptommatus nicterus Rodrigues, 1991
- Calyptommatus sinebrachiatus Rodrigues, 1991

## Етимологія
Наукова назва роду Calyptommatus походить від сполучення слів дав.-гр. καλυπτος — прикритий і ομμα — око.